# Kothagudem
Kothagudem (o Kottagudem) è una suddivisione dell'India, classificata come municipality, di 79.727 abitanti, situata nel distretto di Khammam, nello stato federato del Telangana. In base al numero di abitanti la città rientra nella classe II (da 50.000 a 99.999 persone).

## Geografia fisica
La città è situata a 17° 33' 0 N e 80° 37' 60 E e ha un'altitudine di 89 m s.l.m..

## Società

### Evoluzione demografica
Al censimento del 2001 la popolazione di Kothagudem assommava a 79.727 persone, delle quali 39.504 maschi e 40.223 femmine. I bambini di età inferiore o uguale ai sei anni assommavano a 8.192, dei quali 4.146 maschi e 4.046 femmine. Infine, coloro che erano in grado di saper almeno leggere e scrivere erano 55.683, dei quali 30.429 maschi e 25.254 femmine.